# Alain Navillod
Alain Navillod (Tignes, 16 agosto 1955) è un ex sciatore alpino francese.

## Biografia
Specialista delle prove tecniche, Navillod ottenne il primo piazzamento in Coppa del Mondo il 9 marzo 1974 a Vysoké Tatry in slalom gigante (10º) e ai XII Giochi olimpici invernali di Innsbruck 1976, sua unica presenza olimpica, si classificò 15º nello slalom gigante; in Coppa del Mondo ottenne i migliori risultati il 10 dicembre 1977 a Val-d'Isère in slalom gigante e il 9 gennaio 1978 a Zwiesel in slalom speciale (9º) e l'ultimo piazzamento il 10 dicembre 1980 a Madonna di Campiglio in slalom gigante (12º). L'ultimo piazzamento della sua carriera fu il 9º ottenuto nello slalom gigante dei Mondiali di Schladming 1982, disputato il 3 febbraio.

## Palmarès

### Coppa del Mondo
- Miglior piazzamento in classifica generale: 52º nel 1978

### Campionati francesi
- 6 ori (slalom speciale nel 1974; slalom gigante, slalom speciale, combinata nel 1975; slalom gigante nel 1977; slalom speciale nel 1978)[senza fonte]